# Drosophila carolinae
Drosophila carolinae är en tvåvingeart som beskrevs av Vilela 1983. Drosophila carolinae ingår i släktet Drosophila och familjen daggflugor.
Artens utbredningsområde är Brasilien.